# Cuspidaria variola
Cuspidaria variola är en musselart. Cuspidaria variola ingår i släktet Cuspidaria och familjen Cuspidariidae. Inga underarter finns listade i Catalogue of Life.